# Windows Defender
Windows Defender (Захисник Windows), раніше відомий як Microsoft Antispyware — програмний продукт компанії Microsoft, створений для того, щоб видаляти, поміщати в карантин або запобігати появі spyware-модулів в операційних системах Microsoft Windows. Windows Defender вбудований в систему Windows Vista і безкоштовно доступний для завантаження при використанні Windows XP і Windows Server 2003. Розробники відмовилися від підтримки Windows 2000, хоча були випущені бета-версії програми, сумісні з цією операційної системи.
Windows Defender — не просто сканер системи, як інші подібні безкоштовні програми. У нього входить ряд модулів безпеки, що відстежують підозрілі зміни в певних сегментах системи в режимі реального часу. Також програма дозволяє швидко видаляти встановлені додатки ActiveX. За допомогою доступу до мережі Microsoft Spynet є можливість відправляти повідомлення про підозрілі об'єкти в Microsoft, для визначення його можливої приналежності до шпигунського програмного забезпечення.
Програма Windows Defender пропонує два способи запобігання інфікуванню комп'ютера шпигунськими програмами:
- Захист у реальному часі.‍‍ Windows Defender попереджає вас, коли шпигунська програма намагається інсталювати або запустити себе на комп'ютері. Вона також попереджає вас, коли програми намагаються змінити важливі настройки Windows;
- Параметри сканування. За допомогою програми Windows Defender можна шукати на комп'ютері шпигунські програми, регулярно задавати розклад сканування й автоматично видаляти все знайдене під час сканування.

Користуючись програмою Windows Defender, слід постійно оновлювати визначення. Визначення — це файли, що схожі на енциклопедію потенційних загроз, яка постійно розширюється. Windows Defender за допомогою визначень попереджає вас про можливу небезпеку, якщо виявлено, що знайдена програма є шпигунською або потенційно небажаною. Для постійного оновлення визначень програма Windows Defender взаємодіє зі службою Windows Update та автоматично інсталює нові визначення відразу після їхньої появи. Також можна настроїти програму Windows Defender таким чином, щоб перевіряти наявність оновлених визначень в Інтернеті перед тим, як шукати зловмисні програми на комп'ютері.
24 жовтня 2006 року, Microsoft анонсувала фінальний реліз Windows Defender. Була здійснена підтримка систем Windows XP, Windows Server 2003 і Windows Vista; проте було вирішено відмовитися від планів підтримки Windows 2000, оскільки, згідно із заявою представників корпорації, ця система «не популярна у споживачів» і було вирішено перестати здійснювати її повну підтримку.
1. ↑  https://web.archive.org/web/20061030072057/http://www.microsoft.com/athome/security/spyware/software/about/releasenotes.mspx